# フェノール樹脂

フェノール樹脂 3次元網目構造

フェノール樹脂（フェノールじゅし、フェノール-ホルムアルデヒド樹脂、ベークライト、石炭酸樹脂）は、フェノールとホルムアルデヒドを原料とした熱硬化性樹脂の一つで、世界で初めて植物以外の原料より、人工的に合成されたプラスチックである。硬化させた樹脂は、3次元的な網目構造をもつ。
電気的、機械的特性が良好で、合成樹脂の中でも特に耐熱性、難燃性に優れるという特徴を持つ。耐油、耐薬品性も高いが、アルカリに弱い。また、これらの性能の割に比較的安価である。
ベークライトの一般名はポリオキシベンジルメチレングリコールアンハイドライド (polyoxybenzylmethylenglycolanhydride)。

## 製法
フェノールとホルムアルデヒド (HCHO) を原料として触媒下において合成を行う。原料にはフェノールの他に、クレゾールなどのフェノール類に属する有機化合物を用いても同様の樹脂を合成できる。これらフェノール類の原料を用いたものを含めてフェノール樹脂と称する場合もある。
フェノール樹脂は合成時の触媒が酸性であるかアルカリ性であるかにより反応が異なり、用途により触媒が選択される。
酸触媒下で付加縮合させると、ノボラックと呼ばれる熱可塑性樹脂が得られる。ほとんどの場合は固形の樹脂である。ノボラック樹脂自身は加熱しても硬化しないため、硬化させて使用する場合にはヘキサメチレンテトラミンなどの硬化剤を用いる必要がある。
アルカリ触媒下で合成を行うとレゾール樹脂が得られる。通常、液状であることが多いが、高分子量化させた固形タイプのものもある。レゾール樹脂は自己反応性の官能基を有するため、加熱することによりそのまま硬化させることができる。

## 用途

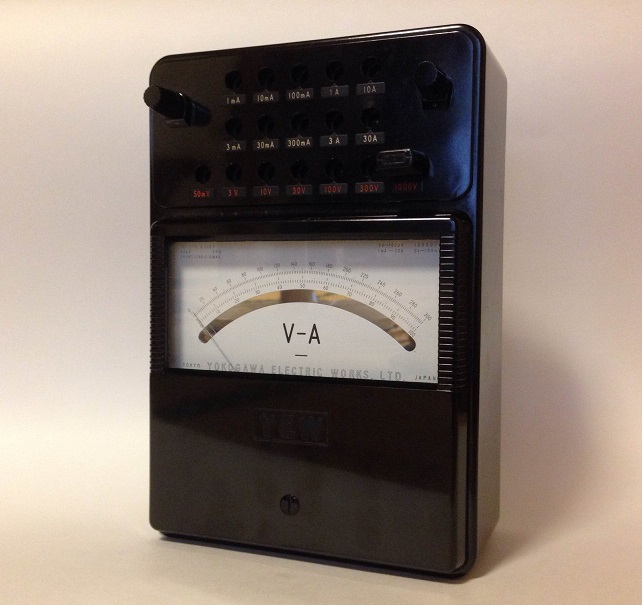
フェノール樹脂の使用例(外箱)

現在は樹脂そのものを製品として成型することはまれで、通常はフィラーや繊維の連結材（バインダー）として用いられる。例えばパーティクルボードや、高圧メラミン化粧板のコアー層を構成するフェノールバッカー（クラフト紙にフェノール樹脂を含浸させたもの）等である。この他、耐熱性が要求される鍋の取っ手など調理用品、自動車部品や、基板等に用いる絶縁体などとして電気製品に利用されている。イギリス軍の認識票としても採用されている。
住宅用途では、ポリスチレン系の住宅用断熱材に代わる素材として、旭化成が発泡フェノールフォームを開発し、ネオマフォームの商品名で販売している。
また、レゾール樹脂は接着剤や塗料などの主成分として用いられる。
耐熱温度こそ150 - 180度と高いが、フェノール樹脂製の容器は電子レンジには使えない。これはユリア樹脂やメラミン樹脂と同様、樹脂そのものがマイクロ波を吸収し発熱するためである。
フェノール樹脂を木質材料に含浸させ真空高温で焼成することで多孔性炭素材料のウッドセラミックスを製造することが出来る。木質材料（廃材やおが屑など）に限らず従来であれば廃棄されていた搾りかすなど植物性のものも原料に使え、様々な性質を持つため環境的な素材としても期待されている。同様の手法で脱脂した米ぬかから作られたものはRBセラミックスとして実用化・製品化されている。
フェノール樹脂と木質からなる複合材料であるデルタ合板は、第二次世界大戦当時のソ連で航空用アルミ合金の代替素材として膨大な数の軍用機が量産された。東ドイツの国産車であるトラバントは、フェノール樹脂と綿繊維による繊維強化プラスチック (FRP) 製のボディを採用した。
熱防御特性により大気圏再突入機のアブレータとしても使用される。
特殊な用途としては、第二次世界大戦時の金属供出により開発流通した代用陶器の製造時に、ベークライトなどを混ぜることにより、鉄器のような強度を持たせる用途で利用された。

## 発明
ベルギー生まれのアメリカ人化学者、レオ・ヘンドリック・ベークランドが1907年にベークライト (Bakelite) を発明、フェノール（石炭酸）とホルマリンによって作り出された。フェノールとホルマリンの反応によってできる樹脂をフェノール樹脂と呼ぶ。この樹脂の発見は1872年のアドルフ・フォン・バイヤーまで遡るが、工業化に成功したのはベークランドである。1910年、ベークランドは生産を目的にベークライト社を設立し、そのフェノール樹脂をベークライトと命名した。
日本ではベークランドの親友であった高峰譲吉が特許権実施の承諾を受け、三共株式会社品川工場内に住友ベークライト株式会社の前身となる工場を大正3年に建設、ベークライトの試作を開始した。なお "Bakelite" および b の文字の下に無限大の数学記号を置いた商標はドイツ Bakelite GmbH が持つ各国における登録商標であり、米国ジョージア州アトランタに本社を置く Bakelite LLC が "Bakelite Synthetics" の名で各国にてフェノール樹脂を含む化成品事業を営んでいるが、日本においては先述のとおり住友ベークライトが特許実施権を受けベークライトを製造販売していたことから、「ベークライト」の用語は標準規格品として石炭酸樹脂を指すフェノール樹脂の一般代名詞となった。